# Mónica Llanca Iturra
Mónica Ghislayne Llanca Iturra (Santiago de Chile, 28 de julio de 1951) fue una empleada pública y militante del MIR que fue detenida por agentes de la DINA el 6 de septiembre de 1974. Su nombre forma parte de la Operación Colombo. Tenía 23 años a la fecha de la detención, es una de las mujeres detenidas desaparecidas de la dictadura militar en Chile. Mónica estaba casada y madre de un niño.

## Una funcionaria pública detenida por la DINA
Mónica Llanca Iturra, era funcionaria del Gabinete Central de Identificación. Sus padres eran Atemio Llanca Llanca y Emma Iturra Maldonado. Sus primeros años los vive en la comuna de Conchalí. Sus estudios los realiza en el liceo N.º 15, en el cual en los dos últimos años se le otorga el premio de mejor compañera de curso. En el año 1971 contrajo matrimonio, en julio de 1972, tuvo a su hijo, Rodrigo. Detenida el 6 de septiembre de 1974, por agentes de la DINA, entre los que se encontraba Osvaldo Romo Mena, sin exhibir orden alguna ni formular ningún cargo, se la llevaron de su hogar. Estuvo detenida en el recinto de la DINA de calle José Domingo Cañas n.º 1367. El marido de Mónica, Manuel Maturana, reflexiona sobre la desaparición de su esposa: “A pesar de todo este sufrimiento, he tenido a la Agrupación que para mí ha significado integrar una nueva familia que se ha hecho en el dolor, dolor inmenso de cada uno, puesto que al estar unidos se ha hecho un poco más liviano. Este es un régimen opresor en todo sentido, el que nos ha quitado todos los derechos más fundamentales, el trabajo, la vida, etc., etc. Por eso es que exijo justicia, saber algún día si mi esposa fue asesinada, que es lo más seguro que hicieron con Mónica, pero que tengan el valor de decir donde está su cuerpo para darle santa sepultura como a todo ser humano, y a los autores materiales e intelectuales culpables de miles de asesinatos, darles un castigo ejemplar para que nunca más vuelva a ocurrir esto en nuestra Patria”.

## Proceso judicial en dictadura
El día 9 de septiembre el marido de Mónica Llanca interpuso un recurso de amparo, ante la Corte de Apelaciones de Santiago, junto a abogados del Comité Pro Paz. Pero este fue rechazado. Luego se puso una querella por secuestro en el tercer Juzgado del Crimen de Santiago, sin resultado.

## Operación Colombo
Meses después de la desaparición de Mónica Llanca, su nombre fue incluido en la nómina que publicó el diario brasileño O Dia y la revista argentina Vea, que reprodujeron medios nacionales el 25 de julio de 1974, dando cuenta de supuestos enfrentamientos y en los cuales habrían muerto 119 chilenos. Ambas publicaciones fueron un montaje, los nombres que componían esta lista, corresponden todos a personas que fueron detenidas por la dictadura y que continúan desaparecidas. Mónica Llanca fue parte del listado de 119 chilenos que son parte del montaje comunicacional denominado Operación Colombo".

## Informe Rettig
Familiares de Mónica Llanca presentaron su caso ante la Comisión Rettig, Comisión de Verdad que tuvo la misión de calificar casos de detenidos desaparecidos y ejecutados durante la dictadura. Sobre el caso de Mónica, el Informe Rettig señaló que:

“El mismo día 6 de septiembre, agentes de la DINA detuvieron en su domicilio de la comuna de Conchalí a Mónica Chislayne LLANCA ITURRA, vinculada al MIR.
La víctima desapareció desde el recinto de Cuatro Alamos, donde fue vista por testigos.
La Comisión está convencida de que su desaparición fue obra de agentes del Estado, quienes violaron así sus derechos humanos”.

## Proceso judicial en democracia
El caso de Mónica Llanca Iturra fue investigado por el ministro en visita de la Corte de Apelaciones de Santiago, Mario Carroza. El 20 de abril de 2015 condenó a los exagentes de la Dirección de Inteligencia Nacional (DINA): Manuel Contreras Sepúlveda, Marcelo Moren Brito y Miguel Krassnoff Martchenko, a penas de 7 años de presidio por su responsabilidad en el delito de secuestro calificado de Mónica Llanca Iturra. En la misma causa, sentenció a Orlando Mazo Durán y Basclay Zapata Reyes a 5 años y un día de presidio.
El ministro Mario Carroza en su investigación logró establecer que "El día 6 de septiembre de 1974, en horas de la madrugada, cuatro agentes armados, dos vestidos de civil y dos de uniforme, que pertenecían al Grupo Halcón de la Agrupación Caupolicán, uno de los brazos operativos de la Brigada de Inteligencia Metropolitana de la DINA, ingresaron al inmueble de la comuna de Conchalí, y sin exhibir orden alguna o formular algún cargo, procedieron a allanarlo y detener sin derecho, a la funcionaria del gabinete de identificación del Registro Civil, Mónica Ghislayne Llanca Iturra, a quien trasladaron al centro de reclusión clandestinos de calle José Domingo Cañas, denominado Cuarte Ollagüe, ya individualizado, en el cual la sometieron a torturas e interrogatorios, luego la transportaron al Centro de Prisioneros secreto de Cuatro Álamos y la mantuvieron en una celda junto a otras detenidas, en calidad de incomunicadas, hasta que un día, sus compañeras de infortunio, ven que es separada por agentes de las demás mujeres que se encontraban detenidas y trasladada a un destino desconocido, sien esa la última vez que se le ve con vida, Sin embargo, al tiempo después, medios de comunicación informaron que se encontraba en una lista de 119 personas ultimadas en Argentina , operación de desinformación que se denominó Colombo".
El 29 de diciembre de 2015 la Corte de Apelaciones de Santiago ratificó la sentencia que condenó a tres exmiembros de la Dirección de Inteligencia Nacional (DINA) por el secuestro calificado de Mónica Llanca Iturra, ilícito. En fallo unánime la Quinta Sala de la Corte de Apelaciones de Santiago confirmó la sentencia que condenó a Miguel Krassnoff Martchenko a la pena de 7 años de presidio; y a Orlando Manzo Durán y Basclay Zapata Reyes, a 5 años y un día de presidio.
La Corte Suprema, el 5 de septiembre del 2016, ratificó la sentencia dictada que condenó a tres exagentes de la Dirección de Inteligencia Nacional (DINA) por su responsabilidad en el delito de secuestro calificado de Mónica Ghislayne Llanca Iturra. En fallo unánime, causa rol 7.372-2016, la Sala Penal del máximo tribunal –integrada por los ministros Milton Juica, Carlos Künsemüller, Haroldo Brito, Lamberto Cisternas y Jorge Dahm– rechazó los recursos de casación presentado en contra de la sentencia que condenó a los agentes Miguel Krassnoff Martchenko a 7 años de presidio, y Basclay Zapata Reyes y Orlando Manzo Durán a 5 años y un día de presidio.